# Бактеріовловлювачі
Бактеріовловлювачі — прилади, які застосовуються для уловлювання завислих у повітрі мікроорганізмів, щоб встановити характер і ступінь бактеріального забруднення повітря в приміщеннях. Існують бактеріовловлювачі декількох систем, принцип дії яких грунтується на просмоктуванні повітря через рідкі (вода, живильний бульйон) та сухі (вата) вбирачі або на спрямуванні струменя повітря на тверді живильні середовища. У системі С. С. Речменського бактерії вбираються дрібними краплями розпилюваної рідини і осідають на стінках приладу. Для дальшого визначення забруднення уловлені бактеріовловлювачі мікроорганізми висівають на живильні середовища.